# Episodi di Don Matteo (undicesima stagione)

Screenshot dell'undicesima stagione della serie.

L'undicesima stagione della serie televisiva italiana Don Matteo, trasmessa con il titolo di Don Matteo 11, è composta da 25 episodi raccolti in 14 puntate andate in onda dall'11 gennaio al 19 aprile 2018 su Rai 1 HD.
Tra le novità della stagione, spicca l'addio del Capitano Giulio Tommasi (Simone Montedoro), trasferito a Roma perché diventato Maggiore e sostituito nel suo ruolo da un nuovo Capitano, questa volta donna, Anna Olivieri (Maria Chiara Giannetta). All'addio del Capitano si accompagnano quelli dei personaggi a lui legati: sua moglie Lia Cecchini (Nadir Caselli), sua figlia Martina (Emma Reale), sua madre Clara (Simona Marchini) e la sua ex Margherita Colognese (Sara Zanier). Nel cast della caserma entrano Domenico Pinelli e Maurizio Lastrico, rispettivamente nei ruoli dell'appuntato Romeo Zappavigna e del PM Marco Nardi, che vanno a sostituire Giuseppe Sulfaro (Severino Cecchini) e Dario Cassini (Gualtiero Ferri). In canonica si registrano gli addii di Laura Glavan, Andrés Gil e Letizia Arnò, interpreti rispettivamente di Laura, Tomás e della piccola Ester, rimpiazzati dall'arrivo della sedicenne Sofia (Mariasole Pollio), rimasta orfana di entrambi i genitori adottivi, e del piccolo Cosimo (Federico Ielapi), al quale muore la madre nel corso della terza puntata e di cui Don Matteo si occupa. Altri nuovi arrivi includono Federico Russo, alias Seba, compagno di scuola di Sofia, e Giulia Fiume, alias Rita Trevi, insegnante di educazione motoria nonché madre biologica della ragazza; Teresa Romagnoli e Cristiano Caccamo interpretano invece Chiara Olivieri, sorella del nuovo Capitano, e Giovanni, fidanzato della nuova protagonista. Delle stagioni precedenti rimangono Terence Hill nel ruolo del protagonista e Nino Frassica in quello del Maresciallo Cecchini, oltreché Caterina Sylos Labini, Nathalie Guetta, Francesco Scali, Pietro Pulcini Francesco Castiglione e Simona Di Bella.
Cambiano anche le musiche: dopo 10 stagioni Pino Donaggio viene sostituito da Andrea Guerra, che compone una nuova sigla, cantata da Nicole Cross e intitolata Il tempo dirà - Believing again; la base dello stesso brano, senza la parte vocale, viene invece utilizzata come sigla di coda.
Per quanto concerne la regia, ad affiancare Jan Maria Michelini, alla sua terza stagione consecutiva, fanno il loro esordio Raffaele Androsiglio e Alexis Sweet.
Ogni puntata è introdotta da una "pillola" intitolata I racconti del Maresciallo C. nella quale vengono mostrati dei video di promozione turistica, della durata di circa tre minuti, girati in quattordici luoghi della Regione Umbria (uno per ogni puntata).
| nº | Titolo                  | Prima TV         |
| -- | ----------------------- | ---------------- |
| 1  | L'errore più bello      | 11 gennaio 2018  |
| 2  | Scene da un matrimonio  | 11 gennaio 2018  |
| 3  | Salvazione              | 18 gennaio 2018  |
| 4  | Per il loro bene        | 18 gennaio 2018  |
| 5  | La vera ricchezza       | 25 gennaio 2018  |
| 6  | Il prezzo del talento   | 25 gennaio 2018  |
| 7  | L'amore sbagliato       | 1º febbraio 2018 |
| 8  | Avrò cura di te         | 1º febbraio 2018 |
| 9  | La mia giustizia        | 15 febbraio 2018 |
| 10 | La notte dell'anima     | 15 febbraio 2018 |
| 11 | Ancora bambina          | 22 febbraio 2018 |
| 12 | Scegli me!              | 22 febbraio 2018 |
| 13 | Pena d'amore            | 1º marzo 2018    |
| 14 | Una famiglia normale    | 1º marzo 2018    |
| 15 | Una questione personale | 8 marzo 2018     |
| 16 | Una di quelle           | 8 marzo 2018     |
| 17 | Genitori e figli        | 15 marzo 2018    |
| 18 | Don Matteo sotto tiro   | 15 marzo 2018    |
| 19 | Dimmi chi sei           | 22 marzo 2018    |
| 20 | Sola andata             | 22 marzo 2018    |
| 21 | La crepa                | 29 marzo 2018    |
| 22 | Premonizioni            | 5 aprile 2018    |
| 23 | Tutta la vita           | 12 aprile 2018   |
| 24 | Il potere del perdono   | 12 aprile 2018   |
| 25 | Il bambino di Natale    | 19 aprile 2018   |

## L'errore più bello
- Diretto da:
- Scritto da:

### Trama
Sono passati due anni dall'ultimo episodio della decima stagione. Giulio Tommasi, diventato Maggiore, si è trasferito a Roma con Lia, Martina e il piccolo Antonio. A Spoleto don Matteo rincuora il Maresciallo Cecchini, rimasto "da solo": con la sua esperienza può aiutare il nuovo capitano, Anna Olivieri. Il rapporto tra i due non comincia nel migliore dei modi. E neanche il rapporto con don Matteo è avulso da problemi: il fidanzato del Capitano Olivieri, Giovanni, vuole farsi prete. Anna accusa don Matteo di aver condizionato la scelta dell'uomo e di essersi approfittato della sua debolezza. Intanto don Matteo deve aiutare Sofia, una ragazza di 16 anni accusata di aver ucciso l'assistente sociale con il quale abitava.
- Altri interpreti: Alberto Basaluzzo (Alberto Trevi), Alessio Di Clemente (Andrea Maran), Alessia Giangiuliani (dott. Raffaella Perone)
- Ascolti Italia: telespettatori 8 258 000 – share 30,56%[2]

## Scene da un matrimonio
- Diretto da:
- Scritto da:

### Trama
Cecchini crede che il nuovo Capitano lo voglia sostituire con una donna, per questo il Maresciallo fa di tutto per mettersi in buona luce. Intanto in caserma fa la sua comparsa il nuovo PM Marco Nardi, un uomo scappato dall'altare e insofferente nei confronti del gentil sesso. Al primo giorno nella nuova scuola Sofia incontra Sebastiano detto Seba, ragazzo sfrontato ma che nasconde un segreto: la sua ragazza Alice, è in coma da sei mesi a casa a causa di un incidente d'auto avvenuto a una festa in cui vi era anche Seba. Intanto i carabinieri si devono occupare dell'omicidio del professore universitario Clemente Torresani: pare un caso inizialmente semplice che andrà poi a complicarsi, per risolversi poi con una soluzione inattesa.
- Altri interpreti: Andrea Pennacchi (Daniele Mastropietro), Clotilde Sabatino (Cecilia Mastropietro), Eleonora D'Urso (Giovanna, madre di Alice), Lorena Cacciatore (Federica, ex-fidanzata di Marco Nardi), Anna Gòdina (Alice), Sergio Andrei (Edoardo)
- Ascolti Italia: telespettatori 7 083 000 – share 32,63%[2]

## Salvazione
- Diretto da:
- Scritto da:

### Trama
Una donna, Fabiola Grossi, telefona al maresciallo Cecchini: è spaventata, e gli dice di voler rivelare tutta la verità sull'incidente mortale che ha coinvolto la figlia Patrizia. Il giorno dopo Cecchini e don Matteo vanno in un B&B dove la donna aveva dato loro appuntamento, ma la ritrovano in fin di vita. Nascosto in un armadio, Cecchini trova anche un bambino, Cosimo, figlio della vittima, al quale il maresciallo si affezionerà. Viene rintracciato l'ex fidanzato della vittima, il padre di Cosimo, cercato dalla vittima dopo 8 anni per rimettersi insieme e riformare una famiglia. Cecchini gli chiede anche chiarimenti su quello che Fabiola voleva dirgli sull'incidente di Patrizia, ma l'uomo dice di non sapere nulla. Inoltre Fabiola, prima dell'aggressione, ha contattato anche un allevatore, Brisone, la cui figlia Marika viene tenuta in ostaggio proprio dal padre di Cosimo, Remo Farina, dicendole che la ragazza sarebbe stata liberata. All'appuntamento, Fabiola non si sarebbe presentata perché aggredita. Quando i genitori della ragazza, rincuorati da don Matteo, dicono tutto ai Carabinieri questi la ritrovano sana e salva al casale, ma nessuna traccia di Farina. 
Nel frattempo Fabiola si sveglia dal coma. Cecchini la affronta, e la donna gli dice tutta la verità sulla notte dell'incidente; lei e Farina erano in macchina, drogati, e passando avevano visto Patrizia esanime fuori strada, ma non l'avevano soccorsa, pensando che fosse ormai morta.
Don Matteo individua il colpevole: l'assistente di Brisone, che insieme a Farina ha organizzato il rapimento di Marika perché sapeva che il suo capo aveva i soldi per l'eventuale riscatto. Venuto a conoscenza che Fabiola voleva liberare l'ostaggio, Luigi l'ha aggredita. Nel mentre, i medici avvisano Natalina che Fabiola è morta. Don Matteo promette alla perpetua che Cosimo non sarà mai solo.
Sofia, intanto, cerca un modo affinché Seba incontri Alice di nascosto dai genitori, i quali non vogliono che il ragazzo la venga a trovare perché lo incolpano per l'incidente.
- Altri interpreti: Andrea Gherpelli (Remo Farina), Duné Medros (Fabiola Grossi), Giusi Cataldo (Elda Brisore), Gualtiero Burzi (Luigi Pinto), Francesco Biscione (Walter Brisore), Romina Carrisi Power (Clara Vuggeri), Anna Gòdina (Alice), Eleonora D'Urso (Giovanna, madre di Alice), Fabrizio Croci (Padre di Alice)
- Ascolti Italia: telespettatori 7 424 000 – share 27,56%[3]

## Per il loro bene
- Diretto da:
- Scritto da:

### Trama
Viene ritrovato un cadavere di uomo con abito talare e bicicletta. Si scoprirà che la vittima è un truffatore, poiché aveva con sé 3000 euro. Per l'omicidio viene incolpato un professore universitario, derubato dalla vittima. L'avvocato difensore dell'indiziato è Giovanni. Nel frattempo Cecchini rincontra un ex compagno dell'Accademia, Ambrogio Mezzasalma, divenuto CEO di una grande azienda. Per non essere da meno, Cecchini finge di essere Capitano, a discapito del "vero" Capitano Olivieri; quest'ultima decide di lasciar correre la cosa per vedere come si comporta e quando il maresciallo difende l'Arma dal suo amico con onore inizia a riconoscere il valore di Cecchini. 
- Altri interpreti: Bebo Storti (Ambrogio Mezzasalma), Laura Dondoli (Sabrina), Fabrizio Croci (padre di Alice), Paolo Spezzaferri (prof. Arturo Franchi), Stefano Guerrieri (Michele Franchi), Angela Pepi (figlia di Claudio)
- Ascolti Italia: telespettatori 6 508 000 – share 29,74%[3]

## La vera ricchezza
- Diretto da:
- Scritto da:

### Trama
Una facoltosa compagna di scuola di Sofia, Loredana, viene aggredita. I sospetti dei Carabinieri ricadono subito su Milena, anch'essa compagna di Sofia, che ce l'aveva con Loredana perché i suoi genitori avevano licenziato la madre di Milena. Cecchini aiuta, con un piano a suo dire infallibile, il Capitano Anna Olivieri a riconquistare Giovanni, ma il piano coinvolge, suo malgrado, anche il PM Nardi. Sofia crede che Seba stia tradendo Alice.
- Altri interpreti: Carolina Signore (Loredana Uderzi), Antonia Fotaras (Cristina), Domiziana Giovinazzo (Milena Russo), Vittorio Magazzù Tamburello (Claudio Russo), Federico Scribani (Vittorio Uderzi), Aglaia Mora (Giovanna Russo), Alberto Giusta (padre di Loredana)
- Ascolti Italia: telespettatori 7 492 000 – share 28,08%[4]

## Il prezzo del talento
- Diretto da:
- Scritto da:

### Trama
Per Anna si prospetta un caso molto difficile, che la riguarda da vicino: Lina, l'ex fidanzata di Giovanni, giovane cantante, viene coinvolta nel tentato omicidio del suo futuro sposo. I due avevano litigato prima dell'aggressione, perché la ragazza, a causa delle prove del talent a cui partecipa, non era andata al corso prematrimoniale. 
Cecchini scopre che l'appuntato Zappavigna ha ereditato un'ingente somma di denaro, e inizia a viziare il suo sottoposto. Poi, però, scoprirà la verità: Zappavigna frequenta sua figlia Assuntina. Cecchini non è felice della notizia. Per Natalina si prospetta un appuntamento speciale con uno spasimante conosciuto online, che, dopo una serie di equivoci, scopre non essere altri che Pippo.
- Altri interpreti: Carlo Zanotti (Vincenzo Corsi), Filippo Pagotto (Giuseppe Corsi), Antonella Bavaro (Aurora Moretti), Lorenzo Degl'Innocenti (Alfio Moretti), Anna Gòdina (Alice), Gloria Radulescu (Lina Consorzi)
- Ascolti Italia: telespettatori 6 187 000 – share 29,49%[4]

## L'amore sbagliato
- Diretto da:
- Scritto da:

### Trama
Al campo di rugby c'è stata un'aggressione: la vittima si chiama Giacomo Rispoli, studente e capitano della squadra di rugby. A trovarlo il padre Francesco. Sul cellulare del ragazzo vengono trovate delle foto che lo incolpano di atti di bullismo nei confronti di Elisa, sua compagna di classe. La ragazza, interrogata dai Carabinieri, inizialmente cerca di sminuire la cosa, ma poi confessa che Giacomo le aveva dato appuntamento al campo di rugby, ma solo per parlarle. La sua confessione non basta: viene messa in stato di fermo.
Don Matteo, intanto, vede Francesco discutere con la madre di Elisa: i due avevano una relazione clandestina. Tra i sospettati c'è anche Francesco stesso, che la sera dell'aggressione è stato visto dall'allenatore di Giacomo litigare con quest'ultimo. Una discussione con Elisa fa capire tutto a don Matteo: Giacomo è stato aggredito da Monica, amica di Elisa da sempre innamorata di lui. I due hanno avuto un rapporto sessuale, ma subito dopo il ragazzo l'ha scaricata. Quando lei ha visto Elisa e Giacomo insieme, ha pensato che i due l'avessero tradita e ha aggredito Giacomo. Nel frattempo Chiara consiglia ad Anna un libro sulle geishe per provare a riconquistare Giovanni. Il PM chiede invece aiuto a Cecchini: la sua ex fidanzata Federica sta tornando a Spoleto per riprendersi il suo cane, Patatino, per farlo castrare; chiede dunque al Maresciallo di poterlo nascondere a casa sua, ma né qui né in casa del Capitano né tanto meno in canonica si riesce a tenere a bada la bestiola che, alla fine, a causa del Capitano viene riconsegnato a Federica (dopo che sia Nardi che Cecchini le avevano detto addirittura che fosse morto). Compresa la motivazione, Anna corre in aiuto ai due, che sul filo del rasoio riescono a salvare il cane. Don Matteo, invece, propone a Sofia un lavoretto a scuola: dovrà sostituire per un paio di giorni Rita, insegnante di ginnastica ritmica ad alcune bambine: è un modo per far avvicinare la ragazza a sua madre. Inizialmente la ragazza non vuole riprendere con la ginnastica poiché è a causa di uno dei suoi allenamenti che ha fatto tardi a casa il giorno dell'incidente, ma poi accetta. In un primo momento non cerca neanche di aiutare molto le bambine ma poi si ricorda di quanto la adorasse e ci si rimette d'impegno anche grazie a Seba, che le fa ritrovare la voglia di rimettersi a ballare. Alla fine la ragazza riprova a danzare e Seba la guarda, dopo che la ragazza gli confida perché aveva smesso lui la consola e i due si baciano.
- Altri interpreti: Chiara Bono (Elisa), Roberta Sardella (Monica), Stefania De Francesco (Madre di Elisa), Lorena Cacciatore (Federica, ex-fidanzata di Marco Nardi)
- Ascolti Italia: telespettatori 7 183 000 – share 27%[5]

## Avrò cura di te
- Diretto da:
- Scritto da: Silvia Leuzzi

### Trama
Don Matteo si imbatte in una donna dall'aspetto confuso, Alma Degli Alberti, che gli dice di stare aspettando un'amica. L'amica è Ines Danzi, una donna appena trovata ferita. Quest'ultima era tornata a Spoleto per riprendersi la figlia, che aveva abbandonato anni prima. Una dei sospettati è Monia Vergari, che è stata vista proprio con Ines la sera dell'aggressione. La donna, assieme al marito Dario e con l'aiuto dell'assistente sociale Rachele Rosati, sta adottando la figlia, Gioia, ma le indagini rivelano che di recente è stata effettuata un'effrazione proprio in quella casa famiglia dove si trovava la bambina. Rachele ammette di aver aiutato Dario e Monia ad adottare Gioia, omettendo nel fascicolo la loro crisi coniugale ma nega di aver aggredito Ines. Si scopre che Dario ha accettato di pagare 30.000 euro a Fabrizio, ex fidanzato di Ines e padre naturale della bambina, per non vedere più né lui né Ines, ma viene fermato dai Carabinieri. In realtà, ad aggredire Ines è stata proprio Alma: quando ha scoperto che l'amica aveva deciso di rimanere a Spoleto per stare vicino a Gioia, l'ha aggredita. Alma si costituisce, mentre Ines, ripresasi dall'aggressione, incontra Gioia. Anna vede Cecchini in atteggiamenti intimi con un'altra donna, ma non si tratta di Cecchini, solo di un uomo che gli somiglia molto. La stessa donna, successivamente, confonde Cecchini con l'uomo misterioso, e lo bacia, chiedendogli di aiutarla a pubblicare le sue poesie. Ma il Maresciallo ha anche altri pensieri: si sta avvicinando il suo compleanno e nessuno se lo ricorda. In realtà, Caterina gli sta organizzando una cena a sorpresa nello stesso ristorante in cui si trova il suo sosia. Sofia rivede il suo fidanzato romano, Edoardo, che ha visto baciare una sua amica in una foto pubblicata online. Il ragazzo prova a farsi perdonare, mentre Seba assiste alla scena. Edoardo prova anche a convincerla a fare l'amore con lui, ma la ragazza non vuole: in suo aiuto interviene Seba. I due sono sempre più vicini, ma una telefonata inaspettata interrompe il momento: Alice si è svegliata.
- Altri interpreti: Alice Arcuri (Alma degli Alberti), Germana Botta (Ines Sanzi), Chiara Mastalli (presunta amante del maresciallo), Anna Gòdina (Alice), Chiara Degani (Monia Vergari), Gabriele Greco (Fabrizio Bastianelli), Mirko Petrini (Dario Vergari), Sergio Andrei (Edoardo)
- Ascolti Italia: telespettatori 6 323 000 – share 29,40%[5]

## La mia giustizia
- Diretto da:
- Scritto da:

### Trama
Un'avvocato in carriera Lavinia Lupi, viene uccisa. I sospetti dei Carabinieri ricadono subito su Giada, una ragazza che aveva accusato il suo capo di averla violentata. In un secondo tempo tuttavia l'uomo era stato scagionato dall'accusa proprio dallo studio legale di Lavinia. La sera prima dell'omicidio Giada irruppe in un ristorante dove lo stupratore e l'avvocato stavano cenando, alzando la voce e andandosene palesemente turbata. In realtà a uccidere Lavinia è stata la sua assistente Serena, assunta dalla vittima per rimediare a un errore fatto anni prima costata la vita e il lavoro al padre di Serena; quest'ultima venuta a sapere la verità ha affrontato Lavinia e durante la colluttazione, l'ha accoltellata. Nel frattempo Cecchini pur di evitare di svolgere un corso di informatica, finge un intervento alle mani dopo un fortuito incidente causato dal Capitano Olivieri. Contemporaneamente Cosimo non va a scuola perché non sa scrivere e ha paura di essere preso in giro e di fare nuovamente la prima elementare ma grazie a Cecchini, la maestra si convincerà che Cosimo può restare nella sua classe e recuperare le sue lacune. Sofia evita in tutti i modi Seba: per la ragazza è sempre più difficile nascondere i suoi sentimenti, soprattutto dopo il risveglio di Alice. Rita si avvicina sempre di più a Sofia, ma la donna teme di rivelarle che sia sua madre: infatti confida a don Matteo che da giovane era stata violentata e che aveva tentato di abortire, rivolgendosi al dott. Maran, protagonista del primo episodio di questa stagione.
- Altri interpreti: Luciano Scarpa (Merli), Martina Carletti (Giada Scognamiglio), Roberta Rigano (Serena), Massimo Nicolini (Avvocato Lippi), Anna Gòdina (Alice)
- Ascolti Italia: telespettatori 7 171 000 – share 26,42%[6]

## La notte dell'anima
- Diretto da:
- Scritto da:

### Trama
Don Matteo organizza un ritiro spirituale in un convento di monaci. Al pellegrinaggio partecipano tutti: Cecchini, sua moglie e Cosimo, Assuntina e Zappavigna, il PM Nardi e il suo cane Patatino e anche Giovanni e il Capitano Olivieri che, ricevendo l'invito dell'uomo la sera prima, equivoca che lui voglia ricominciare la storia con lei. In realtà Giovanni invita il Capitano anche per dirle che ha finalmente deciso di farsi prete, superando i dubbi che lo avevano pervaso fino a poco tempo prima, ma un bacio inaspettato in un momento di intimità rimette tutto in discussione.
Arrivati al convento dopo mille peripezie, don Matteo scompare misteriosamente. La sera successiva viene ritrovato legato e imbavagliato in una stanza: quando il Maresciallo e gli altri lo liberano, il prete afferma di aver visto un cadavere dietro una cassapanca, ma effettivamente sembra che il corpo non ci sia. Come se non bastasse, viene rubato un manoscritto dal valore inestimabile. I nostri dovranno capire qual è il segreto che si cela dentro questa misteriosa abbazia. Intanto, in canonica a Spoleto, Pippo e Sofia sono alle prese con i capelli di Natalina, che rendono la perpetua più suscettibile che mai.
- Altri interpreti: Francesco Salvi (frate Adelmo), Edoardo Ribatto (Fabio Brevitali), Rosario Terranova (frate Alfiero), Benjamin Stender (frate Larsen), Emma Quartullo (figlia di Fabio)
- Ascolti Italia: telespettatori 6 251 000 – share 28,10%[6]

## Ancora bambina
- Diretto da: Raffaele Androsiglio
- Scritto da: Francesco Balletta

### Trama
Francesca Tancredi è una giovane ballerina, che però durante gli allenamenti accusa un malore ma se la passa peggio la sua tata Alina Voltoff, che viene trovata senza vita poco dopo: la donna è stata spinta dalla rampa di un parcheggio, ma non c'è stato segno di colluttazione, sebbene tra le sue cose siano stati trovati duemila euro. In casa, però, i Carabinieri trovano dei farmaci, dei betabloccanti che bloccano la crescita, che somministrava a Francesca, su sua richiesta. Alina, però, aveva ricattato la ragazza, chiedendole dei soldi in cambio del suo silenzio. La tata aveva prelevato tutti i soldi dal conto, senza dirlo al marito, perché voleva portare in Italia la figlia: il funzionario aveva a sua volta ricattato la donna, a cui aveva chiesto seimila euro, quattromila dei quali glieli aveva già dati l'insegnante di Francesca, Katia, che passava i farmaci alla ragazza perché diventasse quello che lei non era riuscita a diventare. Alina lo aveva scoperto ma la donna, per assicurarsi il silenzio della tata, aveva deciso di pagarla. La donna però all'improvviso cambia idea: quando le ha detto che l'avrebbe denunciata, ha litigato con Katia, che l'ha uccisa. 
Anna, nel donare della roba che non usa più ad un mercatino di beneficenza, per sbaglio lascia nella bancarella del Maresciallo e del PM anche il ciondolo che le aveva regalato Giovanni. Cecchini, fermato da una donna, Amanda Valery, che lo confonde per il suo maggiordomo, decide di venderglielo. Scoperto che Anna lo sta cercando, Cecchini e Nardi (confuso per Leo, marito defunto della donna) cercano di recuperarlo. I due organizzano uno strano piano, ma Anna li ferma per caso: scopre non solo che il ciondolo è finito nelle mani della donna, ma anche che Amanda ha finto di aver confuso il PM per suo marito, solo perché voleva ricordarsi com'era essere amati dopo 46 anni di solitudine. Chiarito tutto, Anna regala il ciondolo alla donna. Il Capitano sembra aver superato la rottura con Giovanni, ma è solo un modo per nascondere la sua sofferenza per essere stata lasciata. Nel frattempo Alice vuole organizzare una festa a sorpresa per Seba e chiede aiuto a Sofia, che accetta. Visionando assieme delle foto scattate dai due mentre lei era in coma, Alice si rende però conto che tra i due c'era qualcosa. Fa in modo così di allontanarli, facendo conoscere a Sofia, durante la festa, un compagno di classe di Seba.
- Altri interpreti: Denitza Diakovska (Alina Voltoff), Barbara Folchitto (Katia), Ginevra Francesconi (Francesca Tancredi), Anna Gòdina (Alice), Paola Quattrini (Amanda Valery), Sabina Stilo (signora Tancredi)
- Ascolti Italia: telespettatori 7 288 000 – share 26,82%[7]

## Scegli me!
- Diretto da: Raffaele Androsiglio
- Scritto da: Umberto Gnoli

### Trama
Don Matteo accompagna Natalina sul set di “Scegli me!”, reality show in cui il protagonista è Lupo Dossi, uno "scapolo d'oro" che, nel meccanismo del gioco, è chiamato a scegliere tra 5 ragazze proposte dalla produzione. Durante le registrazioni, qualcuno appicca un incendio, il che fa convocare in caserma Costanza Busto, la produttrice creativa, e il marito, produttore esecutivo. Nel programma c'è anche Guia, vecchia conoscenza di don Matteo. Le minacce non si fermano: la mattina seguente Guia viene trovata in fin di vita. L'unico modo per capire cosa stia accadendo è mandare Anna sotto copertura, nei panni di una delle concorrenti. Per questo, affida la guida della Caserma a Cecchini. I Carabinieri nel mentre convocano il padre della ragazza, Franco Fanciullini, che poco prima dell'aggressione aveva litigato con la figlia, che lo accusa di essere il colpevole dell'abbandono della madre. Prima di morire, la donna aveva scritto una lettera a Guia, rivelandole di essere stata una paziente prima di sua moglie. Non solo: Franco e Guia avevano litigato perché lui non approvava la sua scelta di andare in tv. Ma i Carabinieri scoprono che la ragazza non era una vera concorrente: era stata assunta dalla produzione per conoscere le altre concorrenti senza filtri per poterle manipolare per conto della trasmissione. Adelaide, una delle concorrenti, lo aveva scoperto, così come aveva scoperto che Guia voleva farle incontrare in diretta il suo ex, che l'aveva molestata; ma Guia le ha anche detto di essere stata costretta. Anna continua ad indagare, finendo per attirare l'attenzione di Lupo. Attenzioni che, però, il Capitano non gradisce, ottenendo il sostegno di Nardi, che non rimane indifferente al fascino che Anna ha dovuto tirar fuori per risultare credibile nello show. È don Matteo, come sempre, a intuire cosa sia successo: Costanza, in cerca di scandali per alzare gli ascolti, ha saputo dell'esperienza di Adelaide, che si stava curando con delle medicine, che ha sostituito con del placebo. Guia, inizialmente, era d'accordo con lei, ma poi ha cambiato idea. Da qui, l'aggressione. Nel frattempo Pippo vuole realizzare il suo sogno: aprire un chiringuito. Nessuno, però, sembra essere particolarmente coinvolto dalla notizia. Ma una volta partito, si rende conto che gli mancano i suoi amici e torna a Spoleto.
- Altri interpreti: Arianna Montefiori (Adelaide), Giorgia Cardaci (Costanza Busto), Alberto Giusta (Franco Fanciullini), Michele Bevilacqua (Arturo Vacchi), Romana Maggiora Vergano (Guia Fanciullini), Stefania Bivone (Camy), Sara Matteucci (Francy), Andrea Damante (Lupo Dossi)
- Ascolti Italia: telespettatori 6 247 000 – share 29,03%[7]

## Pena d'amore
- Diretto da:
- Scritto da: Silvia Leuzzi

### Trama
Dalila Fanciano è una detenuta del carcere di Spoleto che per il compleanno della sorella Marta ha ottenuto 48 ore di permesso fuori dal carcere, durante il permesso però viene colpita da un colpo d'arma da fuoco e muore, lasciando un bambino di 29 settimane, nato prematuro con la sorpresa della sorella Marta e del marito di lei Paolo, che ignari della notizia l'avevano prelevata dal carcere. In quanto in carcere da un anno per aver guidato da ubriaca e provocato un incidente, uccidendo una donna e provocato l'invalidità del marito, il padre del neonato è per forza una guardia carceraria che viene identificata in Zeno. Nel frattempo arriva a Spoleto Elisa Olivieri, la madre di Anna, che non sa ancora che la storia tra l'avvocato e la figlia è giunta al termine tempo prima. Dopo un incontro casuale con Giovanni, la donna si convince che lui le abbia chiesto di sposarla. Per non deludere la madre, Anna la asseconda con l'aiuto di Cecchini, finendo però per doverle confessare la verità quando Elisa si offre di comprare loro una casa. Ciò provoca un nuovo scontro tra Anna e sua madre, che ha sempre disapprovato la sua scelta di diventare un Carabiniere, alleggerito però dall'intervento di Marco, che non esita a difendere Anna rivelando anche qualcosa di personale.
- Altri interpreti: Emilia Scarpati Fanetti (Dalila Fanciano), Federica Sarno (Marta Fanciano), Marius Bizău (Zeno Benato), Giacomo De Cataldo (Paolo), Anna Gòdina (Alice), Enzo Provenzano (Padre di Dalila e Marta), Pamela Villoresi (Elisa Olivieri)
- Ascolti Italia: telespettatori 7 715 000 – share 27,75%[8]

## Una famiglia normale
- Diretto da:
- Scritto da:

### Trama
I Carabinieri si trovano ad indagare su un presunto tentato omicidio e un atto di bullismo, due eventi legati alla stessa famiglia ma slegati tra loro. Nel frattempo, Sofia iscrive Cosimo a un concorso musicale per famiglie presentato da Carlo Conti. Il bambino viene preso, e Cecchini, che nel frattempo deve stare lontano il più possibile da Carlo Conti dopo averlo fatto cadere dal palco, crea per lui la “finta” famiglia perfetta: il capitano Anna e il PM Marco nei panni dei suoi genitori.
- Guest star: Carlo Conti (se stesso)
- Altri interpreti: Frida Bruno (Valeria Bartolomei), Fabrizio Rizzolo (Guido Bartolomei), Aldo Vinci (Ascanio Bartolomei), Lorenzo Guidi (Filippo Bartolomei), Simone Casanica (Danilo Morini), Arcangelo Iannace (Tonio Morini), Camilla Tagliaferri (assistente di Carlo Conti), Anna Gòdina (Alice)
- Ascolti Italia: telespettatori 6 792 000 – share 31,04%[8]

## Una questione personale
- Diretto da:
- Scritto da:

### Trama
Un giovane avvocato è accusato di omicidio e il PM Marco Nardi crede fermamente nella sua colpevolezza. Durante le indagini, però, il Capitano Olivieri scopre che quell'uomo è la ragione per cui il matrimonio di Nardi è saltato: è infatti l'uomo con cui la ex fidanzata lo ha tradito, e il suo ex migliore amico. Anche Anna deve far fronte a ricordi dolorosi, perché il caso è simile a quello che ha causato il suicidio di suo padre anni prima. Dopo che Marco la ringrazia per avergli impedito di commettere un errore giudiziario, i due si baciano. Intanto Cecchini conosce i genitori di Zappavigna, due hippy a cui il figlio non ha mai detto di essere diventato carabiniere perché andava contro tutto ciò che loro credono; sarà grazie al maresciallo se Zappavigna avrà il coraggio di raccontare ai genitori la verità facendo accettare la sua scelta lavorativa e al contempo aiutarli con la loro causa ambientale.
- Altri interpreti: Valentina Chico (Micol Guarini), Gea Dall'Orto (Stella Guarini), Pierluigi Corallo (Ludovico), Alice Palazzi (Alberta Toffolo), Ruben Rigillo (Karan Zappavigna), Sylvia De Fanti (Shanti Zappavigna), Lorena Cacciatore (Federica, ex-fidanzata di Marco Nardi), Anna Gòdina (Alice)
- Ascolti Italia: telespettatori 6 396 000 – share 25,79%[9]

## Una di quelle
- Diretto da:
- Scritto da:

### Trama
Oksana, una prostituta ucraina, accusa Barba di averla importunata e aggredita. Visionando i filmati delle telecamere site nei pressi della zona in cui Barba avrebbe aggredito Oksana, pare che l'accusa sia fondata e questa viene ulteriormente sostenuta quando Barba stesso tenta di suicidarsi: Don Matteo e i colleghi di Barba devono indagare per scagionare l'amico. Si scoprirà poi che il nostro non si è suicidato ma qualcuno da tentato di chiudergli la bocca, provando ad ucciderlo. Intanto, una ricca signora lascia in eredità a Cecchini un ingente patrimonio a patto che si prenda cura del suo coniglio. In un primo momento Cecchini è felice di questa nuova vita ma quando vede come questa situazione lo stia lasciando solo decide di rinunciare all'eredità, anche perché il coniglio finisce per morire, e tornare alla vita semplice di prima.
- Altri interpreti: Federica De Benedittis (Oksana), Valeria Angelozzi (Vera), Micol Pavoncello (Signora Moscato), Corrado Tedeschi (Guglielmo il maggiordomo)
- Ascolti Italia: telespettatori 5 566 000 – share 28,69%[9]

## Genitori e figli
- Diretto da:
- Scritto da:

### Trama
Mentre i nostri indagano sull'aggressione ai danni di una psicoterapeuta, Chiara, sorella del Capitano Olivieri, torna a Spoleto dopo l'ennesima delusione d'amore. Per distrarla, Cecchini si offre di portarla fuori, ma ne perde le tracce e chiede aiuto al PM per ritrovarla. Intanto Sofia è determinata a scoprire chi sia il suo vero padre.
- Altri interpreti: Federico Cesari (Lucio Volpe), Ludovica Martino (Diana Volpe), Irma Ciaramella (Alessandra Volpe), Alessandro Quattro (Walter Volpe), Stefania Bogo (Amalia Müller), Emanuele Linfatti (Gregorio Müller), Anna Gòdina (Alice)
- Ascolti Italia: telespettatori 6 947 000 – share 26,40%[10]

## Don Matteo sotto tiro
- Diretto da:
- Scritto da:

### Trama
I carabinieri indagano sul tentato omicidio di Colardi, banchiere ed ex militare. La sua cassaforte era stata svuotata e Anna pensa che sia stato il ladro, che si rivela essere il figlio di Colardi, Luca, ad aggredirlo. Luca confessa il furto ma nega di aver ucciso suo padre. Tra i contatti di Luca c'è Isabel, una donna che incolpava Colardi di aver ucciso sua sorella. Questa volta il maresciallo non potrà contare sull'aiuto di don Matteo: quest'ultimo, andato fuori città, viene tenuto prigioniero da una donna che si rivelerà essere Isabel. 
Intanto Cecchini, Pippo, Natalina e Cosimo cercano di far fuggire da Spoleto don Faustino, sostituto temporaneo del nostro amico in talare, poiché temono che quest'ultimo voglia prendere il posto di don Matteo per sempre. La cosa riesce ma in maniera disastrosa.
- Altri interpreti: Luca Avagliano (Don Faustino), Shalana Santana (Isabel Naim), Salvatore Lazzaro (Angelo Fassa), Filippo Gattuso (Luca Colardi), Mario Ermito (Sasà)
- Ascolti Italia: telespettatori 5 716 000 – share 27,37%[10]

## Dimmi chi sei
- Diretto da:
- Scritto da: Silvia Leuzzi

### Trama
Mentre i Carabinieri indagano sull'omicidio di uno stimato chef, Cecchini capisce che tra il PM e il Capitano potrebbe esserci qualcosa di più di una semplice amicizia e cerca di far ingelosire Anna per portarla allo scoperto, facendo credere alla veterinaria di Patatino, Diana, che il PM sia attratto da lei con conseguenze assai disastrose che portano la donna a graffiare la moto di Marco e a rapirgli il cane. Alla fine il piano riesce a far ammettere ad Anna i suoi sentimenti per Marco e la gelosia nei confronti della sorella. Sofia intanto continua le ricerche su suo padre e quando Cosimo gli chiede del suo lei scopre che la storia che conosce lui è diversa: don Matteo gli ha detto che suo padre lavora su una nave in giro per il mondo, ma la verità è un'altra. Lei si arrabbia per l'ennesima bugia ma don Matteo le fa capire che ci sono verità non facili da dire e far sapere al bambino che suo padre è un latitante e probabilmente non lo rivedrà più non migliorerebbe le cose. Dopo diverse ricerche alla fine Sofia scopre come si chiama suo padre e affronta Rita ma questa gli intima di stargli lontano perché lui è un "mostro".
- Altri interpreti: Simonetta Solder (Michelle Rubino), Chiara Ricci (Diana, veterinaria), Enrica Pintore (Benedetta Noci), Silvia Quondamstefano (Fernanda Mattei)
- Ascolti Italia: telespettatori 6 693 000 – share 25,17%[11]

## Sola andata
- Diretto da:
- Scritto da:

### Trama
I Carabinieri e don Matteo sono alle prese con una nuova indagine mentre casa Cecchini viene invasa dai tarli, tanto che il Maresciallo, il Capitano e Chiara chiedono ospitalità al PM. Chiara vuole sfruttare l'occasione per conquistare Marco, e Anna tenta di mostrarsi indifferente. Sofia dopo aver sentito le bugie che Alice dice in giro, che abbia ucciso lei i suoi genitori nell'incendio, perché ha capito che si è innamorata di Seba, le dice cos'è veramente successo la notte dell'incidente. Seba, saputo ciò, si arrabbia con Sofia, anche se lei tenta di spiegargli perché ha rivelato ciò dicendogli anche che si è innamorata di lui. Alla fine Seba sebbene sia chiaro che prova qualcosa per Sofia decide di restare con Alice.
- Altri interpreti: Luca Filippi (Federico Respighi), Paolo De Giorgio (Padre di Federico), Chiara Causa (Monica Biglia), Sara Magalotti (Lara Biglia), Arianna Serrao (Elisa, fidanzata di Federico), Anna Gòdina (Alice), Rita Forte (medico)
- Ascolti Italia: telespettatori 5 509 000 – share 27,05%[11]

## La crepa
- Diretto da:
- Scritto da:

### Trama
I Carabinieri indagano sull'apparente tentato suicidio di Giacomo, un ragazzo ritrovato ferito dopo una caduta apparentemente volontaria dal ponte San Niccolò. Si viene a scoprire che il ragazzo aveva una fitta "corrispondenza" online, mediante il videogioco Olympos, con una misteriosa giocatrice. Il ragazzo era rimasto ossessionato dallo scoprire la sua identità. La giocatrice ha detto che avrebbe saputo chi era se fosse venuto sul ponte di San Niccolò. Nel frattempo Cecchini fa una scommessa col proprietario del bar: se batterà a scacchi don Matteo avrà colazione gratis per due anni, ma se dovesse perdere non giocherà mai più a scacchi con il prete. Anna accetta di dargli lezioni in cambio di un suo aiuto per la sua storia col PM. La serata però non va come previsto e Marco finisce per baciare Chiara. In canonica organizzano una festa per il compleanno di Sofia ma ci sono solo gli amici dell'età di Cosimo poiché nessuno dei compagni dei suoi compagni di classe è voluto venire, nemmeno Seba a causa del loro precedente litigio. Sofia triste scappa a Roma e va sotto la sua vecchia casa dove festeggia da sola ricordando i felici compleanni che festeggiava con i suoi genitori adottivi (ricordando però pure il giorno dell'incendio in cui sono morti); Seba la raggiunge e i due fanno pace. Il giorno della partita tra don Matteo e Cecchini tutti sono convinti che il maresciallo perderà e invece a sorpresa di tutti Cecchini fa scacco matto a don Matteo.
- Altri interpreti: Francesco Buttironi (Leonardo Marino), Riccardo Alemanni (Giacomo Marino), Federico Rossi (Roberto), Giorgia Gambuzza (Sveva), Mauro Santopietro (Alessandro Piana)
- Ascolti Italia: telespettatori 6 110 000 – share 24,97%[12]

## Premonizioni
- Diretto da:
- Scritto da:

### Trama
Cecchini viene convinto da Cosimo a partecipare ad una gara di ciclismo il cui premio è un viaggio in Norvegia, dove Cosimo crede si trovi suo padre. Il Maresciallo, grazie ad un fortuito caso, riesce a vincere. Cecchini finge che la vittoria sia merito della sua bravura, ma la situazione si complica quando il Colonnello vuole iscriverlo ad una gara di ciclismo ben più complicata.
Intanto i carabinieri e don Matteo indagano sulla morte di Stefano. Il giorno prima il ragazzo aveva litigato con la sua fidanzata Gabriella in quanto quest'ultima non voleva vivere nella casa che il fidanzato le aveva comprato, dato che "le faceva paura", ma la faccenda si rivelerà ben più complicata.
Nel mentre Sofia decide di vendicarsi del suo padre biologico. Seba scopre ciò che Sofia gli stava nascondendo, ma decide ugualmente di aiutarla.
Anna e Marco sono alle prese con l'organizzazione della festa di laurea di Chiara, ma si rendono conto che l'attrazione tra loro non si è sopita e un nuovo bacio tra loro è impedito solo da una coincidenza. Intanto Giovanni torna dal seminario, che ha abbandonato perché ha capito che non era ciò che voleva.
- Altri interpreti: Chiara Paoli (Gabriella Antinori), Davide Paganini (Marco Vismara, padre di Sofia), Simone Colombari (Daniele Lanzetta), Maria Torres (Marta Lanzetta), Luca Fiamenghi (Stefano Rampone), Domenico Bisazza (Francesco Pica), Mia Benedetta (Moira Gualandi), Ivano Marescotti (Colonnello)
- Ascolti Italia: telespettatori 6 314 000 – share 24,39%[13]

## Tutta la vita
- Diretto da:
- Scritto da:

### Trama
Marco Vismara, il padre biologico di Sofia, viene trovato a terra per strada: qualcuno l'ha mandato in coma e i carabinieri iniziano ad indagare ma le prove materiali sembrano ricondurre a Seba. Don Matteo inizia ad indagare per scagionare il ragazzo.
Nel frattempo, il maresciallo Cecchini si convince che Zappavigna abbia un'amante, avendolo visto con in braccio un bambino, e insieme al PM Nardi, escogita un piano per "smascherarlo" piazzandogli un gps per localizzarlo. Assuntina scopre la cosa e si arrabbia con il padre, per averlo pedinato ma Zappavigna non nega le accuse e per questo la ragazza lo lascia. Dopodiché viene fuori la verità: quel bambino è il suo fratellastro perché il padre di Romeo ha messo incinta la ex baby-sitter di Zappavigna che lui sostiene solo economicamente e la ragione per il quale ha mantenuto il segreto è per proteggere sua madre.
Intanto Giovanni, che si scopre aver mollato il seminario, cerca di riavvicinarsi ad Anna dopo aver capito di esserne ancora innamorato.
- Altri interpreti: Davide Paganini (Marco Vismara, padre di Sofia), Lorenzo Balducci (Stefano Corini), Margherita Tiesi (Bianca Paviano), Alberto Basaluzzo (Alberto Trevi), Fabrizio Croci (padre di Alice), Anna Gòdina (Alice), Maria Vera Ratti (Giuliana Pace), Flavia Mancinelli (babysitter), Sylvia De Fanti (Shanti Zappavigna)
- Ascolti Italia: telespettatori 6 661 000 – share 25,01%[14]

## Il potere del perdono
- Diretto da:
- Scritto da:

### Trama
La bici di don Matteo ha un guasto e dunque il prete chiede un passaggio ad Anna, che passava di lì per caso. Il capitano si ferma presso un'officina, dove sorprende un giovane criminale con la refurtiva in mano. Il ragazzo, messo alle strette, rinchiude Anna e don Matteo in un furgone che di lì a breve sarebbe stato rottamato da una pressa.
Il capitano spiega a don Matteo che era venuta in officina perché sapeva che Claudio Lisi, avrebbe commesso un furto con l'aiuto di Dario Corsi (il ragazzo sorpreso a rubare) e voleva sorprendere Lisi nell'atto di compiere il crimine per poterlo arrestare a vendicarsi così di lui. Infatti Lisi, molti anni prima, aveva commesso un furto e il padre di Anna ne era stato accusato causandone il suicidio.
Nel frattempo il PM e il maresciallo, aiutati da Giovanni, indagano sia sulla scomparsa di Anna e di don Matteo che sull'omicidio di Dario Corsi.
- Altri interpreti: Maurizio Marchetti (Claudio Lisi), Giacomo Mattia (Bonetti), Lara Balbo (Raffaella Bonetti), Eleonora D'Urso (Giovanna, madre di Alice), Fabrizio Croci (padre di Alice), Anna Gòdina (Alice), Valentina Illuminati (fidanzata di Dario)
- Ascolti Italia: telespettatori 5 925 000 – share 26,90%[14]

## Il bambino di Natale
- Diretto da: Alexis Sweet
- Scritto da:

### Trama
Cosimo, allenato da Pippo e dal Maresciallo, mentre gioca una partita di calcio e dopo aver segnato un gol, esulta insieme ai suoi compagni ma subito dopo si accascia a terra e viene soccorso sia da don Matteo sia dal maresciallo Cecchini, entrambi al campo per seguire la partita. Al bambino viene diagnosticata una forma grave di leucemia in stato già piuttosto avanzato, e gli rimane molto poco da vivere. L'unica speranza per riuscire a salvarlo è trovare un donatore di midollo compatibile. Inizialmente si offre il Maresciallo, ma il medico gli comunica che il suo midollo è incompatibile. L'unica persona compatibile sarebbe il padre Remo Farina, latitante da mesi per vari reati. Nel frattempo, proprio Farina si rende protagonista di un furto di una statua in un museo, dove una donna, la figlia del custode, rimane ferita cadendo dalle scale, ma presto si scopre che aveva rubato una falsa copia realizzata da una scultrice che aveva intenzione di eseguire una truffa. Mentre i carabinieri indagano sul caso, il Capitano Olivieri si dichiara al PM, il quale era riuscito a leggere l'SMS di dichiarazione d'amore inviatogli in punto di presunta morte da Anna. Nel frattempo Cecchini organizza in città una festa natalizia nel mese di agosto, poiché aveva mentito al piccolo Cosimo alludendogli, appena svegliatosi, che il 25 dicembre sarebbe caduto la settimana dopo. Dopo aver addobbato quasi tutto l'ospedale, cerca senza successo di convincere gli abitanti a festeggiare il Natale in anticipo. Nel frattempo, viene catturato il padre di Cosimo, che però evade nel tentativo non autorizzato del maresciallo di fargli visitare il figlio malato. Cecchini poi sentirà una conversazione che credeva essere una proposta di matrimonio di Giovanni al Capitano, riferendo che si sarebbero sposati al PM Marco Nardi, il quale viene lasciato da Chiara, che aveva capito che lui amava sua sorella. Intanto si scopre che la figlia del custode aveva organizzato il furto insieme a Farina; e che il custode fosse il colpevole dell'aggressione della figlia (non riconosciuta a causa del passamontagna) e viene arrestato. Nardi si dichiara davanti al Capitano Anna Olivieri e i due si baciano. Nel mentre, i tentativi di Cecchini, dei sacrestani e dei carabinieri Barba, Ghisoni e Zappavigna vanno a vuoto. Allora il maresciallo fa un disperato appello dalla parrocchia collegato ad una stazione radio, affinché tutte le vie della città che portano dall'ospedale alla chiesa (dove si sarebbe svolta la Messa di Natale) venissero addobbate in modo natalizio. Molti, commuovendosi, decidono di aderire all'iniziativa e l'episodio si conclude con la motoslitta di Cosimo e del maresciallo che raggiunge la chiesa attraverso vie addobbate e piene di gente vestita in modo pesante e dove sono stati organizzati una banda e un presepe vivente. A sorpresa, il padre di Cosimo, finalmente pentito, si presenta in piazza per partecipare alla Santa Messa e riabbraccia il figlio. L'episodio si conclude con una miracolosa nevicata e con una ripresa aerea della chiesa con don Matteo che guarda il cielo.
- Nota: questo episodio ha una durata di 120 minuti.

- Altri interpreti: Andrea Gherpelli (Remo Farina), Carlotta Graverini (Fiorella), Fabrizio Sabatucci (Furio Lotti), Luca Lionello (Samuele Campello), Alice Rachele Arlanch (infermiera), Caterina Carpio (sindaco)
- Ascolti Italia: telespettatori 6 777 000 – share 30,18%[15]